# Sonata para oboe y piano (Poulenc)
La Sonata para oboe y piano, FP 185, de Francis Poulenc fue escrita en 1962. De acuerdo con algunos oboístas, el último movimiento "Déploration" fue la última pieza que escribió antes de morir. Parece que fue como una especie de obituario.
La sonata es la última de las tres sonatas que Poulenc compuso para instrumentos de viento, siendo las otras la Sonata para flauta (1956) y la Sonata para clarinete (1962).

## Estructura
La pieza está dedicada a la memoria de Serguéi Prokófiev. Consta de tres movimientos:
1. Elégie (Paisiblement, Sans Presser)
2. Scherzo (Très animé)
3. Déploration (Très calme)

Los movimientos están ordenados lento-rápido-lento opuestamente al esquema rápido-lento-rápido de la sonata tradicional. La interpretación suele durar de 13 a 15 minutos.